# Douze contes vagabonds
Douze contes vagabonds est un recueil de douze contes écrits par Gabriel García Márquez sur une période de 18 ans. Écrits sur une longue période, les textes subissent de nombreuses corrections avant d'être publiés en 1992. Ces nouvelles rassemblent plusieurs genres littéraires comme le fantastique, le genre policier ou encore journalistique. 
El rastro de tu sangre en la nieve et El verano feliz de la señora Forbes sont publiées en 1976 dans plusieurs suppléments littéraires.
Les douze contes semblent avoir un schéma similaire : des histoires vraisemblables qui deviennent extraordinaires et la présence de personnes d’origine latino-américaine allant en Europe et faisant face à un choc de culture.

## Contes

### Bon voyage, Monsieur le Président(Buen viaje, señor presidente)
Cette nouvelle est datée de juin 1979. Elle raconte l’histoire d’un vieux président renversé par un coup d’état militaire dans un pays inconnu de la Caraïbe, qui part en exil en Martinique puis en Europe à la recherche d’un remède pour un problème de santé. Une après-midi, dans un café, il fait la connaissance d’Homero Rey, un compatriote militant pour son parti avant le coup d’état militaire, qui est chauffeur d’ambulance à l’hôpital où le vieil homme se rend régulièrement. Homero invite le vieux président à dîner chez lui en compagnie de sa femme Lázara. Au cours de ce dîner, le vieil homme fait part au couple de ses problèmes d’argent et les chargent d’aller échanger les quelques bijoux qu’il lui reste contre de l’argent. Le couple, pris de pitié mais aussi dans l’attente d’une forte récompense, va alors l’aider à se soigner en dépensant toutes ses économies. L’homme part pour Marseille, d’où il envoie quelque temps plus tard une carte de remerciement au couple ruiné, en leur disant qu’il compte retourner dans son pays pour former un groupe révolutionnaire.

### La Sainte(La santa)
Datée de août 1981 cette nouvelle raconte l’histoire de Margarito Duarte un colombien qui, au moment d'exhumer les corps de sa femme et de sa fille du cimetière de la ville où il vit, se rend compte que, 11 ans après sa mort, sa petite fille est restée intacte dans son cercueil. Seules les fleurs autour du corps ont fané mais pas les roses mises dans les mains de la fillette. L’homme part alors à Rome et plus particulièrement au Saint-siège pour tenter de faire reconnaître par le pape la sainteté de sa fille et peut-être la béatifier. Pourtant, de nombreux évenements se mettent en travers de sa route et l'empêchent d'être écouté par la curie romaine. 22 années passent mais il reste sur place et espère encore que sa fille soit un jour canonisée.

### L'avion de la belle endormie (El avión de la bella durmiente)
Datée de juin 1982 cette nouvelle raconte l’histoire d’un homme coincé à l’aéroport Charles de Gaulle, à Paris, dans l’attente de son avion pour New York, bloqué à cause de fortes intempéries. Dans la file où il attend d’être contrôlé il voit une femme qu’il décrit comme “la plus belle du monde”. Il ne peut s’empêcher de la regarder et espère avoir l’occasion de lui parler. Lorsque la tempête de neige se termine et qu’il embarque, il se retrouve à côté de cette femme et réfléchit à la manière de l’aborder durant le trajet. Cette dernière s’installe méticuleusement à sa place et s’endort, imperturbable. Rien, pas même les secousses de l’avion ne la réveillent, et l’homme, désespéré, attend l’arrivée pour s’en charger lui-même et ainsi l’aborder. Pourtant, à l’annonce de l’atterrissage, la femme se réveille d’un coup, prend ses affaires et part, sans un regard ni un mot pour l’homme assit à côté d’elle.

### Un métier de rêve (Me alquilo para soñar)
Datée de mars 1980 cette nouvelle raconte l’histoire de Frau Frida, dont le vrai nom est inconnu, qui serait dotée d’un don lui permettant de rêver pour les gens. Elle vend ses services pour voir leur avenir et ainsi leur permettre de savoir quoi faire. Petite, elle rêve qu’un de ses frères va mourir étouffé. Selon son interprétation il ne risque pas de mourir noyé mais étouffé par un bonbon. Sa mère interdit toute consommation de bonbons dans la maison, mais le petit en mange un en cachette et meurt, confirmant ainsi le rêve de Frau Frida. Pendant plusieurs années, elle vendra ses services à une famille à Vienne. García Marquez, qui ici joue le rôle de narrateur omniscient, l’aurait rencontré là-bas puis l’aurait présentée à Pablo Neruda. Cette femme, retrouvée morte dans une voiture projetée contre un mur à la suite d'un ouragan à La Havane, fait renaître des souvenirs chez l’auteur.

### Je ne voulais que téléphoner (Solo vine a hablar por telefono)
Datée de avril 1978, cette nouvelle raconte l’histoire de María de la Luz Cervantes, une femme de 27 ans qui se retrouve bloquée sur une route vers Barcelone à la suite d'une panne. Après plusieurs heures sans croiser personne, elle aperçoit un autocar qui semble aller dans la même direction qu’elle. Elle l’arrête, explique au chauffeur qu’elle voudrait trouver un téléphone pour contacter son mari et rentre. À l’intérieur, il n’y a que des femmes d’âges différents, endormies pour la plupart, et blotties dans les mêmes couvertures. María de la Luz Cervantes trouve une place, s’y installe et s’endort à son tour. Quand elle se réveille, il fait nuit et elle n’a aucune idée d’où elle est ni combien de temps s’est écoulé depuis qu’elle est rentrée dans l’autocar. Ce dernier s’arrête et elle demande si, là où elles vont, il y aura un téléphone pour qu’elle puisse contacter son mari. Elle raconte ce qui lui est arrivé à la femme qui semble les accueillir mais personne ne la croit et elle est enfermée dans une chambre. C’est alors que María se rend compte qu’elle est dans un hôpital psychiatrique et que toutes les femmes à qui elle essayait de parler étaient sous sédatifs. Elle tente de s’échapper, puis de convaincre, son mari, un magicien, qu’elle n’est pas folle mais personne ne veut la croire et elle est vite considérée comme atteinte d’une maladie mentale. Son époux se fait manipuler par l’hôpital, qui ignore comment elle est arrivée là. De plus en plus seule, ne croyant plus personne et personne ne voulant la croire, María de la Luz Cervantes est prise d'une folie réelle. Saturno el Mago l’abandonne et se remarie, l’hôpital est détruit quelque temps après la dernière visite d'une amie de Saturno, et il ne reste plus aucune trace de María.

### Épouvantes d'un mois d'août (Espantos de Agosto)
Datée d'octobre 1980 la nouvelle raconte l'aventure d'une famille qui part visiter un écrivain dans une région d’Italie. À leur arrivée dans un petit village, il leur est difficile de trouver où dormir, jusqu’à ce qu’une femme leur indique un château datant de la Renaissance où on peut dormir mais « qui est terrifiant ». Personne dans la famille ne croit aux fantômes, alors ils se dirigent vers le château sans inquiétudes, en prenant cette recommandation comme une blague. Au château, la famille retrouve l’ami écrivain à qui elle voulait rendre visite. Ce dernier leur raconte l’histoire macabre du lieu, selon laquelle Ludovico, le propriétaire, aurait poignardé sa femme dans son sommeil et que tous les jours à minuit son fantôme errerait dans les lieux. Ils passent la journée ensemble et visitent par la même occasion le bâtiment, où la chambre maudite est restée intacte au fil des siècles. Le soir, chacun trouve une chambre et s’y endort. Au matin, le père de famille se réveille et se rend compte qu’il est, avec sa femme, dans la chambre de Ludovico, sur un lit maculé de sang.

### Maria dos Prazeres
Cette nouvelle est datée de mai 1979. María dos Prazeres est une ancienne prostituée de 76 ans qui attend la mort, car elle a fait un rêve qui lui annonçait qu’elle allait bientôt mourir. Elle a déjà tout organisé au cimetière et a même appris à Noi (son chien) à aller pleurer sur sa tombe tous les dimanches car elle n’a pas d’amis pour la pleurer. Elle se dispute avec son unique ami, qui ne partageait pas ses opinions politiques. Un jour, alors qu’elle attend une accalmie pour rentrer chez elle, une voiture s’arrête à côté d’elle et son conducteur, un jeune homme d’une vingtaine d’années, lui propose de la conduire chez elle. Elle accepte et au fil du trajet, se rend compte que cet homme la fait se sentir de nouveau vivante. Elle ressent des émotions qu’elle pensait oubliées à jamais et est heureuse d’avoir vécu jusque là pour vivre ce moment.

### Dix-sept Anglais empoisonnés (Diecisiete ingleses envenedados)
Datée d'avril 1980, cette nouvelle nous raconte l'histoire de Prudencia Linero. Elle vient de Buenos Aires et va à Naples, dans le but de se faire confesser par le pape. À son arrivée en bateau, elle voit un homme noyé, que personne n’a voulu sauver. Elle va dans une chapelle pour prier pour ses neuf enfants et ses quatorze petits-enfants. Dans la ville, elle trouve un endroit où loger, un bâtiment de dix étages qui comporte un restaurant au rez-de-chaussée. Elle demande s'il reste des places dans l’hôtel du premier étage car il propose les repas du restaurant juste en dessous, mais on lui dit que toutes les chambres sont occupées par dix-sept Anglais et que l’unique hôtel de libre est celui situé au troisième étage, sans salle à manger. On lui propose, en compensation, des tarifs avantageux dans un restaurant situé non loin de là, où elle se rend le soir même. Elle y fait la rencontre d’un prêtre Yougoslave venant de Bolivie qui discute avec les gens pour se faire payer des consommations. Elle lui explique pourquoi elle est là et ils discutent un moment avant qu’elle ne parte pour dormir à l’hôtel. Arrivée en face, elle aperçoit plusieurs ambulances. Elle s’avance et on lui dit que tous les Anglais qui logeaient dans l’hôtel du premier étage sont morts empoisonnés. Terrifiée par ce qu’il se passe dans ce pays où elle vient à peine d’arriver, elle se rend dans sa chambre, s’y enferme, s’étend sur le lit et prie pour le repos éternel des âmes des dix-sept Anglais empoisonnés.

### Tramontane (Tramontana)
Cette nouvelle est datée de 1982. Gabriel García Marquez est ici narrateur de la nouvelle. Il nous raconte qu’un soir, à Barcelone, il a vu un jeune garçon se faire enlever de force par un groupe de Suisses saouls qui voulaient aller à Cadaqués. Cette ville est apparemment connue pour ces forts épisodes venteux, qui rythment la vie quotidienne et changent l’humeur des gens, la tramontana. L’auteur en aurait vécu un et nous le raconte : l’homme qui le logeait connaissait bien la tramontana et y était habitué. À chaque fois, il fallait tout barricader, ne pas sortir pendant la tempête (car on risquait d’être emporté par le vent), et attendre que ça se calme. Il prend soin de ses hôtes en leur apportant de quoi manger et se divertir, jusqu’au matin où la tramontana part et où García Marquez et ses enfants, surpris de ne pas voir leur hôte sortir de sa chambre, découvrent l’homme pendu au milieu de celle-ci. L’auteur reprend le récit initial et conclut : on lui aurait raconté que ce garçon enlevé a préféré sauter de la voiture en route plutôt que se rendre à Cadaqués.

### L'été heureux de Mme Forbes (El verano Feliz de la señora Forbes)
Datée de 1976, cette nouvelle raconte l'été que passent deux enfants chez madame Forbes. Madame Forbes, une ancienne professeure des écoles, garde deux frères et sœurs pendant un été. C’est une personne terrifiante qui n’autorise rien aux enfants et leur impose un rythme de vie presque militaire où il faut obtenir de points de bonne conduite pour pouvoir avoir le droit de faire certaines choses. Les enfants rêvent alors de l’assassiner et réfléchissent à un plan. Un soir, se rendant compte qu’elle ne suit pas du tout le mode de vie qu’elle impose aux enfants, le garçon à l’idée d’empoisonner avec de la mort-aux-rats les bouteilles de vin et ainsi la faire mourir dans son sommeil. C’est ce qu’il font et le matin suivant l’empoisonnement, ils n’entendent pas madame Forbes les appeler. Ayant peur de rentrer dans sa chambre pour vérifier qu'elle est bien morte car elle leur avait interdit d'y pénétrer, ils s’en vont toute la journée jouer à la plage avec la peur de devenir les seuls suspects quand on retrouvera le corps sans vie de leur nourrice. En rentrant le soir, des policiers sont là. La vieille femme a été retrouvée dans une mare de sang, morte. Elle a été poignardée.

### La lumière est comme l'eau (La luz es como el agua)
Nouvelle datée de décembre 1978. L’histoire se passe à Madrid où deux enfants qui rêvent de naviguer, demandent à leurs parents une barque. Les parents refusent, il n’y a nulle part où naviguer dans la région, puis acceptent si ces derniers obtiennent de bonnes notes à l’école. C’est le cas et les parents leur offrent la barque, qu’ils installent dans la chambre des enfants pour qu’il s’amusent. Quand, plus jeunes, ils avaient demandé pourquoi la mer brillait autant, leur père leur avait répondu que la lumière était comme l’eau. Se souvenant de cette phrase, une après-midi où ils sont seuls, les enfants brisent une ampoule et inondent l’appartement de lumière pour naviguer. Ils n’en disent rien à leurs parents. Plus tard, ils leur demandent de l’équipement de plongée pour pouvoir nager dans les profondeurs de l’appartement inondé de lumière. Après avoir à nouveau obtenu les meilleures notes à l’école, les parents leur font cadeau de ce qu’ils avaient demandé, et une après-midi, ils invitent tous leurs camarades de classe pour naviguer dans l’appartement. Ils cassent beaucoup trop d’ampoules et l’appartement se retrouve totalement submergé de lumière. Tous les enfants meurent noyés.

### La trace de ton sang dans la neige (El rastro de tu sangre en la nieve)
Nouvelle datée de 1976. Nena Daconte et son mari Billy Sánchez vont passer leur lune de miel à Paris. Dans la voiture, Nena se rend compte que son annulaire saigne après s’être piquée à une épine de rose. Elle tente d’arrêter le flux de sang mais rien ne fonctionne et elle passe sa main par la fenêtre pour ne pas tâcher ses vêtements et l’intérieur de la voiture. Le sang coule sans s’arrêter sur la neige. Elle en fait part à son mari mais ils ne trouvent aucune pharmacie d’ouverte et elle doit attendre d’arriver à Paris. Ils se dirigent directement vers un hôpital où Nena est prise en urgence puisqu’elle s’est vidée de son sang pendant tout le trajet. Billy décide de loger non loin de là pour aller la voir dès le mardi prochain, seul jour de visite. Il s’y rend après avoir attendu pendant des jours sans nouvelles et on lui annonce que Nena est morte deux jours après son arrivée, que toute sa famille a été contactée et qu’elle a été enterrée. Il sort de l’hôpital déprimé et il se met à neiger.

## Séries audiovisuelles
Avant la publication des Douze contes vagabonds en 1992, García Márquez développe certaines histoires présentes de les nouvelles pour en faire des scénarios pour le cinéma.

### Amores dificiles(1988)
En 1988, il conçoit la série « Amours difficiles » (Amores dificiles), composée de six téléfilms de 90 minutes chacun, coproduite par la TVE et l’International Network Group et coordonné par la Fundación del Nuevo Cine Latinoamericano,.

#### Épisodes
- Milagro en Roma (1989) réalisé par Lisandro Duque Naranjo, qui est la version cinématographique de la nouvelle La Santa ;
- Fabúla de la primera palomera, de Ruy Guerra[3] ;
- El verano de la señora Forbes réalisé par Jaime Humberto Hermosillo, version du conte El feliz verano de la señora Forbes ;
- Cartas del parque, de Tomás Gutiérrez Alea ;
- Un domingo feliz, de Olegario Barrera ;
- Yo soy el que tú buscas, de Jaime Chávarri.

### Me alquilo para soñar(1992)
En 1992, le brésilien Ruy Guerra réalisa le série télévisée Me alquilo para soñar, composée de six épisodes et produite par TVE, avec Hanna Schygulla, Charo Lopez et Fernando Guillén, basée sur le conte éponyme.